# Delias leucias
Delias leucias är en fjärilsart som beskrevs av Jordan 1912. Delias leucias ingår i släktet Delias och familjen vitfjärilar. Inga underarter finns listade i Catalogue of Life.